# Наборная почтовая марка

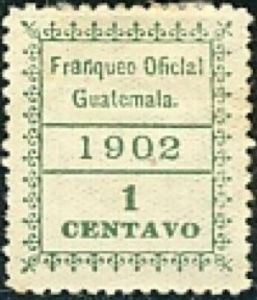
Наборная марка с линейками и орнаментом. Служебная марка Гватемалы, 1902

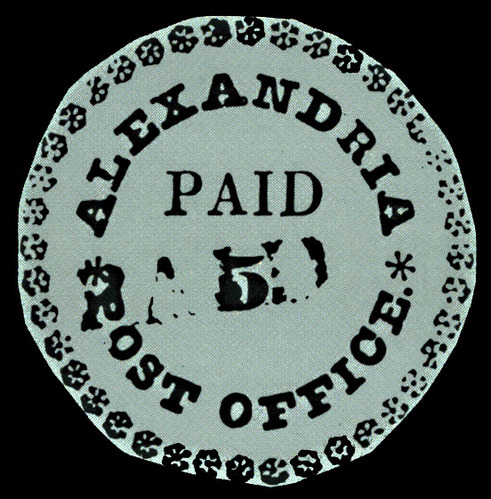
Наборная марка «Голубая Александрия». США, 1987

Набо́рная почто́вая ма́рка (ма́рка с набо́ра) — почтовая марка без художественного изображения, но имеющая марочный текст. Другими словами, марка выполнена простым набором текста.
Марки с набора выпускались, как правило, при революциях, гражданских войнах, переходных периодов, смены режимов и так далее.
Некоторые наборные марки выглядят более художественно, имея псевдографическое оформление с включением линеек, простейших орнаментов или обрамления.
Наборные марки изготавливаются способами высокой печати:
- на пишущей машинке;
- с набора, используя типографские линейки и орнаменты.

Наборные марки выпускались в ряде стран, например:
- местный выпуск в Дедеагаче (Александруполис, Греция)[3];
- марки Уганды 1895 года, Mi № 1—35. На пишущей машинке напечатаны две буквы «U» и «G» и номинал, рамка из символов печатной машинки[1];
- многие немецкие марки переходного периода (1945—1946) в разных городах Германии. Напечатаны на пишущей машинке[1];
- служебные марки Гватемалы 1902 года, Mi № 1—5[4].